# Лаский, Иероним
Иероним Лаский (27 сентября 1496 — 22 декабря 1541) — польский политик и дипломат на службе Сигизмунда Старого, Яноша Запольяи и Фердинанда Габсбурга, дворянин королевский (1519), кравчий великий коронный (1520), воевода серадзский (1523—1541), староста мальборкский, воевода Трансильвании (1530—1534).

## Биография
Представитель польского дворянского рода Ласких герба «Кораб». Второй сын воеводы ленчицкого и серадзского Ярослава Лаского (? — 1521) и Сюзанны из Бонковы-Гуры (ум. после 1507). Братья — воевода серадзский Станислав Лаский (1491—1550) и известный деятель Польской Реформации Ян Лаский (1499—1560).

## Юность
В 1513 году молодой Иероним Лаский сопровождал своего дядю, польского примаса Яна Лаского, на Пятый Латеранский собор в Италии. В 1517 году вторично посетил Италию, где учился в Болонском университете, затем совершил паломничество в Иерусалим.

## Карьера в Польше
В 1519 году Иероним Лаский вернулся в Польшу, в 1520 году получил должность кравчего великого коронного и в том же году был назначен главой польского посольства к королю Франции Франциску I и императору Священной Римской империи Карлу V, но посольство не состоялось. В 1523 году Иероним Лаский был назначен воеводой серадзским. В 1524 году руководил польским посольством во Францию, где смог добиться заключения о брачном договоре между Польшей и Францией. Сын Франциска Валуа должен был жениться на одной из дочерей Сигизмунда Старого, а его единственный сын Сигизмунд Август — на одной из дочерей Франциска. Кроме того, Польша обязывалась оказать военную помощь французскому правительству в войне против Габсбургов за Миланское герцогство. Однако ни одно из положений договора не было реализовано.

## На службу уЯноша Запольяи
В 1527 году Иероним Лаский руководил рядом дипломатических миссий от имения короля Венгрии Яноша Запольяи (воевавшего за венгерскую корону с Фердинандом I Габсбургом), посетил Баварию, Францию, Англию и Данию, чтобы создать антигабсбургскую коалицию. В начале 1528 года по поручению Яноша Запольяи ездил в Стамбул, где 29 февраля заключил венгерско-турецкое перемирие. Несмотря на отсутствие полномочий, во время переговоров Иероним Лаский заявлял об участии Польши в этом соглашении и увеличил срок перемирия с Турцией до 10 лет. Иероним Лаский пытался добиться от польского сейма утверждения его условий мирного договора с Портой, но поляки отправили своё посольство под руководством Яна Тенчинского и заключили отдельное перемирие на пять лет.
30 сентября 1528 года король Венгрии Янош Запольяи пожаловал Иерониму Ласкому должность жупана Спишского комитата и передал ему во владение замки Кежмарок и Недзицу.
На рубеже 1530—1531 годов Иероним Лаский способствовал заключения годичного перемирия между Яношем Запольяи и Фердинандом Габсбургом. С этого времени установил близкие контакты с чешским королём Фердинандом. В 1532 году руководил венгерским посольством во Францию. В 1533 году вторично отправился в Стамбул, где смог добиться разрыва австро-турецких переговоров о мире.

## На службе уФердинанда I
31 августа 1534 года по приказу Яноша Запольяи Иероним Лаский был арестован по обвинению в связях с чешским королём Фердинандом Габсбургом. После вмешательства гетмана великого коронного Яна Амора Тарновского он был освобожден в декабре 1534 года и перешел на службу к Фердинанду Габсбургу. Руководил посольствами в Польшу (1535) и Турцию (1540). После возвращения из второго посольства Иероним Лаский скончался в Кракове.

## Семья
Был женат на Анне Курозвенцкой (ум. после 1552), дочери Адама Курозвенцкого (ум. до 1511) и Ядвиги Тенчинской (ум. 1549/1560). Дети:
- Альбрехт Лаский (1536—1605), воевода серадзский (1566—1605), староста спишский и мариенбургский
- Ядвига Лаская, жена Анджея Циолека
- Барбара Лаская, жена воеводы минского и берестейского Гавриила Горностая